# Erzbistum Kuala Lumpur
Das Erzbistum Kuala Lumpur (lat.: Archidioecesis Kuala Lumpurensis) ist eine in Malaysia gelegene römisch-katholische Erzdiözese mit Sitz in Kuala Lumpur.

## Geschichte

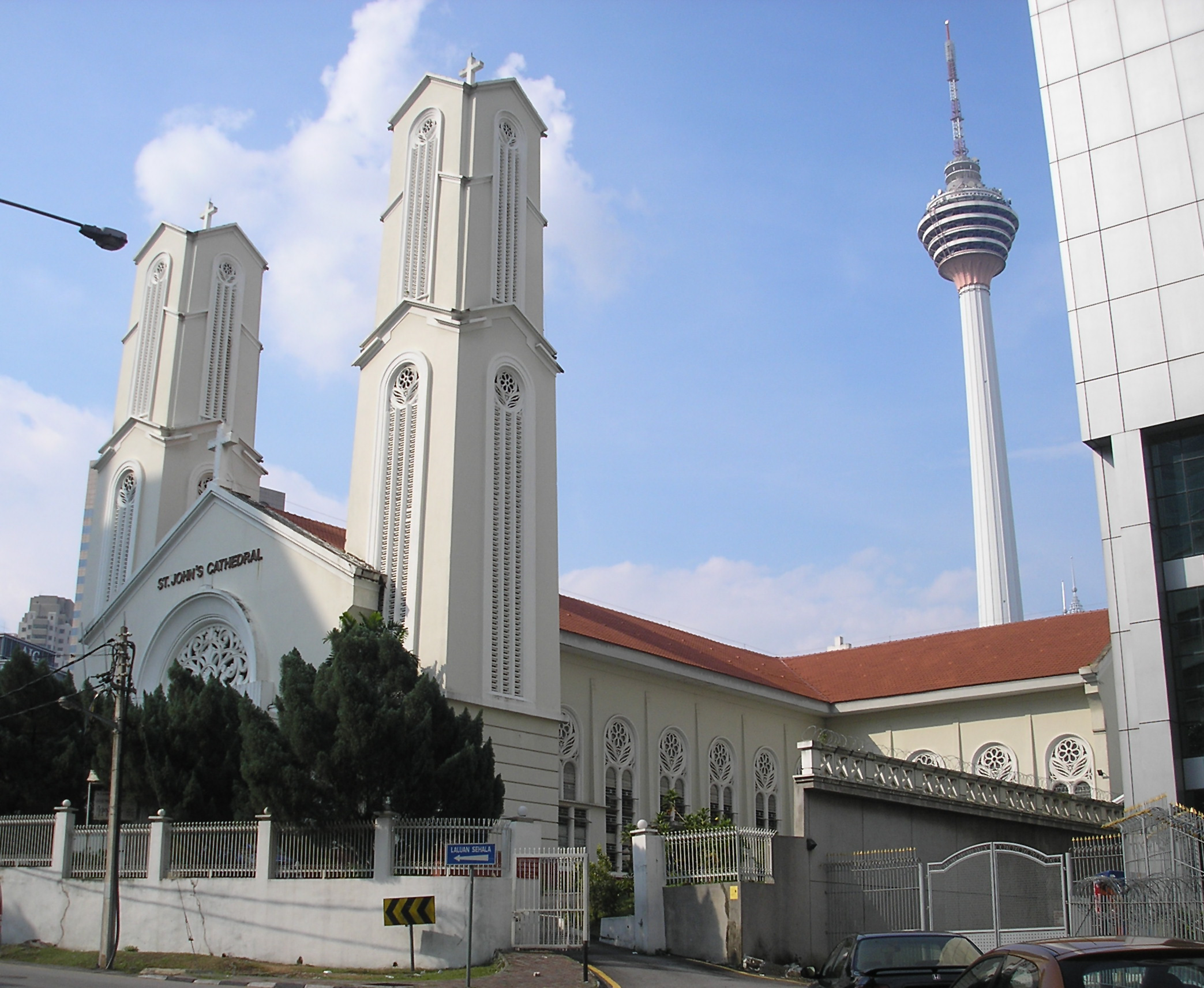
Kathedrale St. John in Kuala Lumpur

Das Erzbistum wurde am 25. Februar 1955 durch Papst Pius XII. aus Gebietsabtretungen des Erzbistums Malakka als Bistum Kuala Lumpur errichtet. Es wurde dem Erzbistum Malakka als Suffraganbistum unterstellt. Am 18. Dezember 1972 wurde das Bistum Kuala Lumpur durch Papst Paul VI. mit der Apostolischen Konstitution Spe certa zum Erzbistum erhoben.

## Territorium
Das Territorium umfasst die Stadt Kuala Lumpur sowie die Bundesstaaten Selangor, Negeri Sembilan, Pahang und Terengganu.

## Ordinarien

### Bischöfe von Kuala Lumpur
- Dominic Vendargon, 1955–1972

### Erzbischöfe von Kuala Lumpur
- Dominic Vendargon, 1972–1983
- Anthony Soter Fernandez, 1983–2003
- Murphy Nicholas Xavier Pakiam, 2003–2013
- Julian Leow Beng Kim, seit 2014